# La Altagracia
La Altagracia is een provincie van de Dominicaanse Republiek. Ze heeft 323.000 inwoners en is 3000 km² groot. De hoofdstad van de provincie is Higüey. Andere bekende plaatsen zijn Bayahíbe, Boca de Yuma en Punta Cana. Het grootste van de kleine eilandjes van de Dominicaanse Republiek, Isla Saona, ligt ook in deze provincie.

## Gemeenten
| - De provinciehoofdstad: Higüey - San Rafael del Yuma |

Azua · Baoruco · Barahona · Dajabón · Duarte · Elías Piña · El Seibo · Espaillat · Hato Mayor · Hermanas Mirabal · Independencia · La Altagracia · La Romana · La Vega · María Trinidad Sánchez · Monseñor Nouel · Monte Cristi · Monte Plata · Pedernales · Peravia · Puerto Plata · Samaná · Sánchez Ramírez · San Cristóbal · San José de Ocoa · San Juan · San Pedro de Macorís · Santiago · Santiago Rodríguez · Santo Domingo · Valverde
Distrito Nacional